# 衛晞素
衛晞素（Hazel Wai），加拿大華裔電台節目主持，曾於am1430任主持。
2009年，當時仍然是高中生的衛晞素參加由加拿大中文電台主辦，新時代電視及城市電視協辦之《電台電視廣播訓練班2009》。之後，衛晞素入讀约克大学，在學中的衛晞素曾代表學校的中文辯論隊玉衡队參加在万锦市举行的第20届安省大专中文辩论联盟，可惜屈居亞軍。2018年8月，衛晞素離開加拿大中文電台。

## 曾主持節目
- 《醫學新世代》[4]
- 《熱唱K歌榜》[5]
- 《後浪工作室》

## 演出列表
- 2021年：《台長奇遇記》？
- 2018年：《Seasons of Love -人間有情系列》四部曲[6]
- 2018年：《時代記錄者》及《1967》，港加聯和多倫多大學廣東話劇團主演，2018年3月9日至10日演出[7]；
- 2017年：《簡單冰室》，勵文社，於City Playhouse韻城劇院公演，為萬錦醫院（Markham Stouffville Hospital MSH Foundation）籌務經費，2017年10月28日及29日演出[8][9]；
- 2015年：《日出》，励文展艺中心製作、多伦多演艺协会協辧，2015年8月14日至16日演出[10]；
- 2014年：《绕梁凝梦 2014—璀璨香江乐坛金曲回顾》慈善舞台剧，2014年11月28日至29日演出[11]。

## 外部連結
- 衛晞素的新浪微博
- 衛晞素的Facebook專頁